# Colacu (okręg Vrancea)
Colacu – wieś w Rumunii, w okręgu Vrancea, w gminie Valea Sării. W 2011 roku liczyła 571
mieszkańców.